# Banco del Bajío
Banco del Bajio (BanBajío) — мексиканский банк. Штаб-квартира находится в городе Леон-де-лос-Альдама (штат Гуанахуато). Банк назван по региону Бахио в центральной части Мексики. Восьмой крупнейший банк Мексики по размеру активов.

## История
Банк основал Сальвадор Оньяте Ассенсио в 1994 году в городе Леон-де-лос-Альдама для кредитования промышленности и аграрного сектора. В 1998 году 20-процентную долю в банке купил испанский Banco Sabadell, но в 2012 году продал эту долю сингапурском у фонду Temasek Holdings.
В июне 2017 года банк провёл размещение акций на Мексиканской фондовой бирже; IPO принесло около 500 млн долларов.

## Деятельность
Активы банка по состоянию на конец 2023 года составляли 344 млрд мексиканских песо (20,6 млрд долларов США), из них 233 млрд песо пришлось на выданные кредиты. Принятые депозиты составили 232 млрд песо.
BanBajio работает в основном в западных и центральных штатах Мексики, специализируется на работе с корпоративными клиентами, малым и средним бизнесом и аграрными предприятиями. Сеть банка насчитывает около 300 отделений в 29 из 32 штатов Мексики.

## Собственники и руководство
Крупнейшим акционером является Сальвадор Оньяте Ассенсио (Salvador Oñate Ascencio), ему принадлежит 22,1 % акций банка. Он является основателем и главой Grupo Soni в которую, кроме Banco del Bajio входят газовая компания SoniGas и сеть отелей Hoteles Hotsson.
С 2023 года пост председателя совета директоров занимает сын основателя, Сальвадор Оньяте Баррон (Salvador Oñate Barrón).